# Semaine des cordes pincées
La Semaine des Cordes Pincées est un festival autour des instruments de la famille des cordes pincées à mains (guitare, luth, oud...). Sur une durée de 4 à 5 jours, il se déroule dans une école de musique pour la partie pédagogique (Verson) et dans une salle de spectacles pour les concerts (Caen).

## Déroulement
Le festival a lieu chaque année au mois de novembre depuis 2003, il est organisé par l'association Pincez-moi. 
Le festival se déroule habituellement du mardi au samedi avec :
Le mardi, une rencontre sur un thème musical (le flamenco en 2005) ou sur un pays (l'Inde en 2006, le Japon en 2007). Cette rencontre permet aux artistes de présenter leur musique et ses particularités et au public d'intervenir en interrogeant les protagonistes.
Le mercredi les musiciens présents lors de la rencontre proposent un concert. Les personnes présentent la veille peuvent ainsi mieux appréhender des musiques pas toujours facile d'approche pour les non-initiés.
Le jeudi et le vendredi Concert de flamenco et de guitare classique. Par classique, on entend la technique de guitare car la musique peut être très diverse. Le répertoire de l'instrument s'étant particulièrement élargi.
Le concert de flamenco se fait soit autour d'un guitariste (Jean-Baptiste Marino en 2003 et 2005 Kiko Ruiz en 2007), soit autour d'un 'cantaor' (Cristo Cortés en 2006), la guitare et le chant étant indissociables du flamenco. Dans la mesure du possible un danseur ou une danseuse est présent.
Le mercredi ou le samedi une masterclass est proposée avec un des intervenants de la semaine.

## Projet
Dans sa configuration finale, la Semaine des Cordes Pincées devrait pourvoir se dérouler sur un minimum de 5 soirées (actuellement 4). À ce jour, 3 styles de musique sont représentés au travers de 4 soirées. L'idée est d'offrir un style supplémentaire moins présent sur les scènes (théorbe, luth, musique de chambre avec guitare ou instrument ancien, musique médiévale...)
De plus, une ouverture pédagogique vers les enfants et les personnes handicapés (à commencer par les enfants) est souhaitée par les organisateurs.
Seuls des limites budgétaires gênent la réalisation pleine et entière du projet.

## Quelques artistes ayant participé à la Semaine des Cordes Pincées depuis 2003
- Cristo Cortés (cantaor) avec Frasco Santiago (guitare flamenca)[2]
- Eric Franceries (guitare classique)[3]
- Fadel Messaoudi (oud)
- Gérard Abiton (guitare classique)[2]
- Gérard Rebours (guitares renaissance et baroque)
- Jean-Baptiste Marino (guitare flamenca), seul ou en formation[4]
- Kiko Ruiz (guitare flamenca)[3]
- Louis-Marie Feuillet (guitare classique)
- Michel Cardin (luth baroque)
- Quatuor Barrios-Mangore (guitares, charango d'Amérique du Sud)
- Rémi Jousselme (guitare classique)
- Shri Trivandrum R. Venkataraman (sarasvati vina)[2]
- Usataro Kimura (koto, shamisen)[3]